# Liste deutscher Bezeichnungen italienischer Orte
Für geographische Objekte (menschliche Siedlungen, Landschaften, Fluren, Berge, Flüsse usw.) auf dem heutigen Staatsgebiet Italiens existieren vielfach deutsche Namen. Zum einen, weil ein Teil des deutschen Sprachgebiets und einige deutsche Sprachinseln auf italienischem Gebiet liegen, zum anderen wegen der historischen Beziehungen zum Sprachgebiet des Italienischen (Reichsitalien im Heiligen Römischen Reich Deutscher Nation, Habsburgermonarchie usw.). Demnach gibt es für Italien sowohl aktuelle und historische deutsche Endonyme (im aktuellen und historischen deutschen Sprachgebiet) als auch Exonyme.

## Exonyme

### Siedlungen
| Deutsch – Italienisch: - A - Aglar(n) – Aquileia - Agley – Aquileia - Agrigent – Agrigento - Andratz – Andraz - Aquileja – Aquileia - B - Beilun – Belluno - Belgrad im Friaul – Belgrado - Benevent – Benevento - Berben – Berbenno - Bern † – Verona (vgl. Dietrich von Bern) - Bett – Bette - Blawutz – Biauzzo - Born – Borno - Brandberg – Billerio - Brenn – Breno - Buchenstein – Arabba - Buchenstein – Livinallongo del Col di Lana - C - Chum – Como - Cläven – Chiavenna - Cleven – Chiavenna - D - Dolina – San Dorligo della Valle - Dreiheiden – Misurina - Dülmende – Tagliamento - F - Fernetitsch – Fernetti (Ortsteil von Monrupino) - Florenz – Firenze - Forst – Sant’Antonio in Bosco (Ortsteil von San Dorligo della Valle) - Freiburg an der Pfad – Sermide - Fünfenberg – Draga (Ortsteil von San Dorligo della Valle) - G - Galeron – Gallarate - Gampolschin – Campodolcino - Garten † – Garda - Genua – Genova - Görz – Gorizia - Grad – Grado - Gradis am Sontig – Gradisca d’Isonzo - Gremaun – Cormòns - Großreippen – Repen (Ortsteil von Monrupino) - Grozana – Grozzana (Ortsteil von San Dorligo della Valle) - H - Haseldorf – Nogaredo al Torre (Ortsteil von San Vito al Torre) - Hildebrandsburg – Gardone Riviera - I - Ider – Idro - J - Jassich – Giassico (Ortsteil von Cormòns) - K - Kapriwa – Capriva del Friuli - Kaspan – Caspano (Ortsteil von Civo) - Klausen – Clusone - Kleinräu – Mione (Ortsteil von Ovaro) - Kleinreippen – Rupinpiccolo (Ortsteil von Sgonico) - Klein Ternowa – Ternova Piccola (Ortsteil von Duino-Aurisina) - Kleven – Chiavenna - Kontenhelm – Contovello (Stadtteil von Triest) - Korten – Corteno Golgi - Krem – Crema - Kremun – Cremona - Kreuz – Crociata (Ortsteil von San Dorligo della Valle) - Kuyschgey – Caravaggio - L - Lauden – Lodi - M - Mailand – Milano - Mantua – Mantova - Muden – Modena - N - Neapel – Napoli - P - Padua – Padova - R - Raben † – Ravenna - Reippen – Monrupino - Rom – Roma - S - Salern – Salerno - Schleit – Schio - Sirming † – Sirmione - Syrakus – Siracusa - Spengenberg – Spilimbergo - T - Tarent – Taranto - Triest – Trieste - Turin – Torino - V - Väris – Varese - Venedig – Venezia - Verseil – Colle Santa Lucia - W - Weiden † – Udine - Welsch-Brixen – Brescia - Welschbern † – Verona - Wiesenthein † – Vicenza | Italienisch – Deutsch: - A - Agrigento – Agrigent - Andraz – Andratz - Arabba – Buchenstein - Aquileia – Aglar(n), Agley, Aquileja - B - Belluno – Beilun - Belgrado – Belgrad im Friaul - Benevento – Benevent - Berbenno – Berben - Bette – Bett - Biauzzo – Blawutz - Billerio – Brandberg - Borno – Born - Breno – Brenn - Brescia – Welsch-Brixen - Budrio – Heunburg - C - Campodolcino – Gampolschin - Capriva del Friuli – Kapriwa - Caravaggio – Kuyschgey - Caspano – Kaspan (Ortsteil von Civo) - Chiavenna – Cläven, Cleven oder Kleven - Clusone – Klausen - Colle Santa Lucia – Verseil - Como – Chum - Contovello – Kontenhelm (Stadtteil von Triest) - Cormòns – Gremaun oder Kremaun - Corteno Golgi – Korten - Crema – Krem - Cremona – Kremun - Crociata – Kreuz (Ortsteil von San Dorligo della Valle) - D - Draga – Fünfenberg (Ortsteil von San Dorligo della Valle) - F - Fernetti – Fernetitsch (Ortsteil von Monrupino) - Firenze – Florenz - G - Gallarate – Galeron - Garda – Garten † - Gardone Riviera – Hildebrandsburg - Genova – Genua - Giassico – Jassich (Ortsteil von Cormòns) - Gorizia – Görz - Gradisca d’Isonzo – Gradis am Sontig - Grado – Grad - Grozzana – Grozana (Ortsteil von San Dorligo della Valle) - I - Idro – Ider - L - Livinallongo del Col di Lana – Buchenstein - Lodi – Lauden - M - Mantova – Mantua - Milano – Mailand - Misurina – Dreiheiden - Modena – Muden - Monrupino – Reippen - N - Napoli – Neapel - Nogaredo al Torre – Haseldorf (Ortsteil von San Vito al Torre) - P - Padova – Padua - R - Ravenna – Raben † - Roma – Rom - Rupingrande – Großreippen (Ortsteil von Monrupino) - Rupinpiccolo – Kleinreippen (Ortsteil von Sgonico) - S - Salerno – Salern - San Dorligo della Valle – Dolina - Sant’Antonio in Bosco – Forst (Ortsteil von San Dorligo della Valle) - Schio – Schleit - Sermide – Freiburg an der Pfad - Siracusa – Syrakus - Sirmione – Sirming † - T - Taranto – Tarent - Ternova Piccola – Klein Ternowa (Ortsteil von Duino-Aurisina) - Torino – Turin - Trieste – Triest - U - Udine – Weiden † - V - Varese – Väris - Venezia – Venedig - Verona – Bern † (vgl. Dietrich von Bern) - Vicenza – Wiesenthein † |

### Landschaften
| Deutsch – Italienisch: - A - Abruzzen – Abruzzo - Aostatal – Val d’Aosta - Apulien – Puglia - B - Basilikata – Basilicata - Buchenstein(tal) – Fodom - D - Drei Pleven – Tre Pievi - F - Friaul – Friuli - I - Italien – Italia - J - Jakobstal – Val San Giacomo - K - Kalabrien – Calabria - Kampanien – Campania - L - Latium – Lazio - Ligurien – Liguria - Lombardei – Lombardia - Lukanien – Lucania (jetzt Basilicata) - M - Marken – Marche - P - Piemont – Piemonte - S - Sardinien – Sardegna - Sizilien – Sicilia - T - Toskana – Toscana - U - Umbrien – Umbria - V - Venetien – Veneto | Italienisch – Deutsch: - A - Abruzzo – Abruzzen - B - Basilicata – Basilikata - C - Calabria – Kalabrien - Campania – Kampanien - F - Fodom – Buchenstein(tal) - Friuli – Friaul - I - Italia – Italien - L - Lazio – Latium - Liguria – Ligurien - Lucania – Lukanien - Lombardia – Lombardei - M - Marche – Marken - P - Piemonte – Piemont - Puglia – Apulien - S - Sardegna – Sardinien - Sicilia – Sizilien - T - Toscana – Toskana - Tre Pievi – Drei Pleven - U - Umbria – Umbrien - V - Val d’Aosta – Aostatal - Val San Giacomo – Jakobstal - Veneto – Venetien |

### Berge
| Deutsch – Italienisch: - A - Ätna – Etna - K - Kristallberg – Monte Cristallo - Kronenberg – Monte Acuto - V - Vesuv – Vesuvio | Italienisch – Deutsch: - E - Etna – Ätna - M - Monte Acuto – Kronenberg - Monte Cristallo – Kristallberg - V - Vesuvio – Vesuv |

### Gewässer
| Deutsch – Italienisch: - B - Brandau – Brenta - P - Pfad – Po - S - Sontig – Isonzo - T - Tessin – Ticino - Tiber – Tevere | Italienisch – Deutsch: - B - Brenta – Brandau - I - Isonzo – Sontig - P - Po – Pfad - T - Tevere – Tiber - Ticino – Tessin |

## Südtirol

### Siedlungen
Siehe auch:
Liste der Gemeinden in Südtirol
| Deutsch – Italienisch: - A - Abtei – Badia - Agreit – Aiarai - Ahornach – Acereto - Aldein – Aldino - Algund – Lagundo - Altrei – Anterivo - Andrian – Andriano - Antholz Mittertal – Anterselva di Mezzo - Antholz Niedertal – Anterselva di Sotto - Antholz Obertal – Anterselva di Sopra - Aschbach – Sopranessano - Auer – Ora - B - Barbian – Barbiano - Bespack – Pedespicco - Bozen – Bolzano - Branzoll – Bronzolo - Brenner – Brennero - Brixen – Bressanone - Bruneck – Brunico - Burgstall – Postal - C - Campill – Longiarú - Collatsch – Colaccio - D - Deutschnofen – Nova Ponente - Dietenheim – Teodone - Dorf Tirol – Tirolo - Durnholz – Valdurna - E - Eggen, Teil der Gemeinde Deutschnofen – San Nicolò d’Ega - Enneberg – Marebbe - Eppan – Appiano - F - Feldthurns – Velturno - Franzensfeste – Fortezza - Freienfeld – Campo di Trens - G - Gargazon – Gargazzone - Geiselsberg – Sorafurcia - Glira – Gliera - Glurns – Glorenza - Gossensaß – Colle Isarco - Graun im Vinschgau – Curon Venosta - H - Hafling – Avelengo - Hof – Corte, ladinisch Curt, Teil der Gemeinde Deutschnofen - I - Innichen – San Cándido - J - Jenesien – San Genésio - K - Kaltern – Caldaro - Karneid – Cornedo all’ Isarco - Kastelbell – Castelbello - Kastelruth – Castelrotto - Kasern – Casere - Kastlung – Costalonga - Kiens – Chiènes - Klausen – Chiusa - Klobenstein – Collalbo - Kolfuschg – Colfosco in Badia - Kortsch – Corzes - Kurfar † – Corvara in Badia - L - Laas – Lasa - Laguschell – Lagusel - Lajen – Laion - Latsch – Laces - Latzfons – Lazfons - Laurein – Lauregno - Leifers – Laives - Litschbach – Rio Liccio - Lunz – Luns, Ortsteil der Gemeinde Bruneck im Pustertal - Lüsen – Luson - Luttach – Lutago - M - Mals – Malles Venosta - Maria Weißenstein – Pietralba - Marling – Marlengo - Martell – Martello - Meran – Merano - Meransen – Maranza - Mitterolang – Valdaora di Mezzo - Mölten – Meltina - Montal (Ortsteil von St. Lorenzen) – Mantana - Montan – Montagna - Moos – Moso - Moos – Palu, ein Weiler in der Gemeinde St. Lorenzen - Moos in Passeier – Moso in Passiria - Mühlbach – Rio di Pusteria - Mühlen in Taufers – Molini di Tures - Mühlwald – Selva dei Molini - N - Nals – Nálles - Nasen – Nessano - Naturns – Naturno - Natz – Naz - Neumarkt – Egna - Neunhäusern – Nove Case - Niederdorf – Villabassa - Niederolang – Valdaora di Sotto - Niederrasen – Rasun di Sotto - O - Oberbozen – Soprabolzano - Oberolang – Valdaora di Sopra - Oberrasen – Rasun di Sopra - Oberwielenbach – Vila di Sopra - Oberwinkel – Vico di Sopra - Olang – Valdaora - Onach – Onies - P - Partschins – Parcines - Pedratsches – Pedraces - Percha – Perca - Pescoa – Pescolle - Pfaffenberg – Prades, ein Weiler in der Gemeinde St. Lorenzen (Südtirol) - Pfalzen – Falzes - Pfatten – Vadena - Pflaurenz – Floronzo - Pflersch – Fleres - Piccolein – Piccolino - Plaiken – Pliscia - Plankl – Plancola - Prad am Stilfserjoch – Prato allo Stelvio - Prags – Braies - Prettau – Predoi - Proveis – Proves - Pufels – Bulla - Putschatscha – Pucciaccia - R - Radein – Redagno - Rasen – Rasun - Ratschings – Racines - Rein in Taufers – Riva di Túres - Reischach – Riscone - Reschen – Résia - Ridnaun – Ridanna - Riffian – Rifiano - Ritten – Renon - Rodeneck – Rodengo - Rungatsch – Roncaccio - Runggaditsch – Runcadiz - S - Saalen – Sares - Salurn – Salorno - Sand in Taufers – Campo Túres - St. Christina in Gröden – Santa Cristina Valgardena - St. Felix – San Felice - Sankt Gertraud – Santa Gertrude, Ortsteil der Gemeinde Ulten im Ultental - St. Jakob bei Leifers – San Giacomo - St. Jakob (Ahrntal) – San Giacomo - St. Jakob in Gröden – San Giacomo - St. Jakob (Villnöß) – San Giacomo - St. Kassian – San Cassiano - Sankt Leonhard im Gadertal – San Leonardo in Alta Badia, ladinisch San Linêrt, Ortsteil von Abtei - Sankt Leonhard in Passeier – San Leonardo in Passiria - Sankt Lorenzen – San Lorenzo di Sebato - Sankt Magdalena – Santa Maddalena - St. Martin in Passeier – San Martino in Passiria - Sankt Martin in Thurn – San Martino in Badia - Sankt Michael – San Michele - Sankt Nikolaus – San Nicolò - Sankt Pankraz – San Pancrazio - Sankt Peter – San Pietro in Gardena - Sankt Ulrich – Ortisei - St. Valentin auf der Haide – San Valentino alla Muta - St. Vigil – San Vigilio di Marebbe - St. Walburg – San Valburga - Sarnthein – Sarentino - Schabs – Sciaves - Schenna – Scena - Schlanders – Silandro - Schluderns – Sluderno - Seis am Schlern – Siusi - Sexten – Sesto - Sinich – Sinigo - Siebeneich – Settequerce - Stefansdorf – Santo Stefano - Steinhaus – Cadipietra - Stern – La Villa - Sterzing – Vipiteno - Sulden – Solda - T - Tagusens – Tagusa - Tamers – Tamores - Tanurz – Tanursa - Taufers im Münstertal – Tubre - Terenten – Terento - Terlan – Terlano - Tiers – Tires - Tisens – Tesimo - Toblach – Dobbiaco - Tramin – Termeno - Tschars – Ciardes - Tscherms – Cermes - Tschövas – Cevas - U - Ulten – Ultimo - Unsere Liebe Frau im Walde – Senale - Untermoi – Antermoia - Unterwielenbach – Vila di Sotto - Uttenheim – Villa Ottone, Teil der Gemeinde Gais - V - Vahrn – Varna - Vals – Valles - Vierschach – Versciaco - Villanders – Villandro - Villnader – Villandra - Villnöß – Funes - Vintl – Vandoies - Völlan – Foiana - Völs – Fiè allo Sciliar - Vöran – Verano - W - Waidbruck – Ponte Gardena - Weißenbach – Rio Bianco - Weitenthal – Vallarga - Welsberg-Taisten – Monguelfo-Tesido - Welschellen – Rina - Welschmontal – Mantena - Welschnofen – Nova Levante - Wengen – La Valle - Wielenberg – Montevila - Wolkenstein in Gröden – Selva di Val Gardena - Z - Zwischenwasser – Longega | Italienisch – Deutsch: - A - Acereto – Ahornach - Aiarai – Agreit - Aldino – Aldein - Andriano – Andrian - Anterivo – Altrei - Antermoia – Untermoi - Anterselva di Mezzo – Antholz Mittertal - Anterselva di Sopra – Antholz Obertal - Anterselva di Sotto – Antholz Niedertal - Appiano – Eppan - Avelengo – Hafling - B - Badia – Abtei - Barbiano – Barbian - Bolzano – Bozen - Braies – Prags - Brennero – Brenner - Bressanone – Brixen - Bronzolo – Branzoll - Brunico – Bruneck - Bulla – Pufels - C - Cadipietra – Steinhaus - Caldaro – Kaltern - Campo di Trens – Freienfeld - Campo Tures – Sand in Taufers - Casere – Kasern - Castelbello – Kastelbell - Castelrotto – Kastelruth - Cermes – Tscherms - Cevas – Tschövas - Chiènes – Kiens - Chiusa – Klausen - Ciardes – Tschars - Colaccio – Collatsch - Colfosco in Badia – Kolfuschg - Collalbo – Klobenstein - Colle Isarco – Gossensaß - Cornedo all’Isarco – Karneid - Corvara in Badia – Kurfar † - Corzes – Kortsch - Costalonga – Kastlung - Curon Venosta – Graun im Vinschgau - D - Dobbiaco – Toblach - E - Egna – Neumarkt - F - Falzes – Pfalzen - Fiè allo Sciliar – Völs am Schlern - Fleres – Pflersch - Floronzo – Pflaurenz - Foiana – Völlan - Fortezza – Franzensfeste - Funes – Villnöß - G - Gargazzone – Gargazon - Gliera – Glira - Glorenza – Glurns - L - La Valle – Wengen - La Villa – Stern - Laces – Latsch - Lagundo – Algund - Lagusel – Laguschell - Laion – Lajen - Laives – Leifers - Lasa – Laas - Lauregno – Laurein - Lazfons – Latzfons - Longega – Zwischenwasser - Longiarú – Campill - Luson – Lüsen - Luttago – Luttach - M - Malles Venosta – Mals - Mantana – Montal (Ortsteil von St. Lorenzen) - Mantena – Welschmontal - Maranza – Meransen - Marebbe – Enneberg - Marlengo – Marling - Martello – Martell - Meltina – Mölten - Merano – Meran - Molini di Tures – Mühlen in Taufers - Monguelfo-Tesido – Welsberg-Taisten - Montagna – Montan - Montevila – Wielenberg - Moso – Moos - Moso in Passiria – Moos in Passeier - N - Nálles – Nals - Naturno – Naturns - Naz – Natz - Nessano – Nasen - Nova Levante – Welschnofen - Nova Ponente – Deutschnofen - Nove Case – Neunhäusern - O - Onies – Onach - Ora – Auer - Ortisei – St. Ulrich in Gröden - P - Palu – Moos (ein Weiler in der Gemeinde St. Lorenzen) - Parcines – Partschins - Pedespicco – Bespack - Pedraces – Pedratsches - Perca – Percha - Pescolle – Pescoa - Piccolino – Piccolein - Pietralba – Maria Weißenstein - Plancola – Plankl - Pliscia – Plaiken - Ponte Gardena – Waidbruck - Postal – Burgstall - Prades – Pfaffenberg, ein Weiler in der Gemeinde St. Lorenzen - Prato allo Stelvio – Prad am Stilfserjoch - Predoi – Prettau - Proves – Proveis - Pucciaccia – Putschatscha - R - Racines – Ratschings - Rasun – Rasen - Rasun di Sopra – Oberrasen - Rasun di Sotto – Niederrasen - Redagno – Radein - Renon – Ritten - Resia – Reschen am See - Ridanna – Ridnaun - Rifiano – Riffian - Rina – Welschellen - Rio Bianco – Weißenbach - Rio di Pusteria – Mühlbach - Rio Liccio – Litschbach - Riscone – Reischach - Riva di Tures – Rein in Taufers - Rodengo – Rodeneck - Roncaccio – Rungatsch - Runcadiz – Runggaditsch - S - Salorno – Salurn - San Candido – Innichen - San Cassiano – St. Kassian - San Felice – St. Felix - San Genesio – Jenesien - San Giacomo – St. Jakob - San Leonardo in Alta Badia – Sankt Leonhard im Gadertal, ladinisch San Linêrt, Ortsteil von Abtei - San Leonardo in Passiria – St. Leonhard in Passeier - San Lorenzo di Sebato – St. Lorenzen - San Martino in Badia – St. Martin in Thurn - San Martino in Passiria – St. Martin in Passeier - San Michele – St. Michael-Eppan - San Nicola Ega – Eggen, Teil der Gemeinde Deutschnofen - San Nicolò – St. Nikolaus - San Pancrazio – St. Pankraz - San Pietro in Gardena – St. Peter - San Valentino alla Muta – St. Valentin auf der Haide - San Vigilio di Marebbe – St. Vigil - Santa Cristina Valgardena – St. Christina in Gröden - Santa Gertrude – Sankt Gertraud, Ortsteil der Gemeinde Ulten - Santa Maddalena – St. Magdalena - Santa Valburga – St. Walburg - Santo Stefano – Stefansdorf - Sarentino – Sarnthein - Sares – Saalen - Scena – Schenna - Sciaves – Schabs - Selva dei Molini – Mühlwald - Selva di Val Gardena – Wolkenstein in Gröden - Senale – Unsere Liebe Frau im Walde - Sesto – Sexten - Settequerce – Siebeneich - Silandro – Schlanders - Sinigo – Sinich - Siusi – Seis am Schlern - Sluderno – Schluderns - Solda – Sulden - Soprabolzano – Oberbozen - Sopranessano – Aschbach - Sorafurcia – Geiselsberg - T - Tagusa – Tagusens - Tamores – Tamers - Tanursa – Tanurz - Teodone – Dietenheim - Terento – Terenten - Terlano – Terlan - Termeno – Tramin - Tesimo – Tisens - Tires – Tiers - Tirolo – Dorf Tirol - Tubre – Taufers im Münstertal - U - Ultimo – Ulten - V - Vadena – Pfatten - Valdaora – Olang - Valdaora di Mezzo – Mitterolang - Valdaora di Sopra – Oberolang - Valdaora di Sotto – Niederolang - Valdurna – Durnholz - Vallarga – Weitenthal - Valles – Vals - Vandoies – Vintl - Varna – Vahrn - Velturno – Feldthurns - Verano – Vöran - Versciaco – Vierschach - Vico di Sopra – Oberwinkel - Vila di Sopra – Oberwielenbach - Vila di Sotto – Unterwielenbach - Villa Ottone – Uttenheim, Teil der Gemeinde Gais - Villabassa – Niederdorf - Villandra – Villnader - Villandro – Villanders - Vipiteno – Sterzing |

### Landschaften
| Deutsch – Italienisch: - Ahrntal – Valle Aurina - Antholzer Tal – Valle di Anterselva - Fischleintal – Val Fiscalina - Gröden – Val Gardena - Pustertal – Val Pusteria - Südtirol – Alto Adige - Tauferer Tal – Val di Tures - Vinschgau – Val Venosta | Italienisch – Deutsch: - Alto Adige – Südtirol - Val di Tures – Tauferer Tal - Val Fiscalina – Fischleintal - Val Gardena – Gröden - Val Pusteria – Pustertal - Val Venosta – Vinschgau - Valle Aurina – Ahrntal - Valle di Anterselva – Antholzer Tal |

### Berge
| Deutsch – Italienisch: - Brennerpass – Passo del Brennero - Jaufenpass – Passo Giovo - Klockerkarkopf – Vetta d’Italia - Kronplatz – Plan de Corones - Ortler – Ortles - Reschenpass – Passo di Resia - Schlern – Sciliar - Timmelsjoch – Passo del Rombo - Zwölferkofel – Croda dei Toni | Italienisch – Deutsch: - Croda dei Toni – Zwölferkofel - Ortles – Ortler - Passo del Brennero – Brennerpass - Passo del Rombo – Timmelsjoch - Passo di Resia – Reschenpass - Passo Giovo – Jaufenpass - Plan de Corones – Kronplatz - Sciliar – Schlern - Vetta d’Italia – Klockerkarkopf |

### Gewässer
| Deutsch – Italienisch: - Drau – Drava - Eisack – Isarco - Etsch – Adige - Kalterer See – Lago di Caldaro - Rienz – Rienza | Italienisch – Deutsch: - Adige – (die) Etsch - Drava – Drau - Isarco – (der) Eisack - Lago di Caldaro – Kalterer See - Rienza – Rienz |

## Trentino / Welschtirol

### Siedlungen
| Deutsch – Italienisch: A - Agron – Agrone, Fraktion der Gemeinde Pieve di Bono-Prezzo - Ahl am Etsch bzw. Halla – Ala - Altmoor – Mori Vecchio, Fraktion der Gemeinde Mori - Altspaur – Spormaggiore - Arch – Arco - Ardey – Darè - Atzenach – Tenna - Aue – Avio B - Bad Rabbis – Bagni di Rabbi, Fraktion der Gemeinde Rabbi - Bedull – Bedollo - Bertel – Bertoldi, Fraktion der Gemeinde Lavarone - Bisein – Besenello - Borgeth am Etsch – Borghetto, Fraktion der Gemeinde Avio - Brandtal – Vallarsa - Braunstein – Fornace - Bregutz – Breguzzo - Bretz – Brez - Brissen – Bresimo - Britsch – Brez - Brüsack – Brusago, Fraktion der Gemeinde Bedollo - Burg im Suganertal – Borgo Valsugana D - Deutschmetz (auch Kronmetz) – Mezzocorona (bis 1902: Deutschmetz – Mezzotedesco) - Dufein – Dovena, Fraktion der Gemeinde Borgo d’Anaunia - Dugenthal – Valduga, Fraktion der Gemeinde Terragnolo E - Eichholz – Roveré della Luna - Espenau – Montagnaga, Fraktion der Gemeinde Baselga di Piné F - Fafer – Faver - Fais – Vasio - Feiden – Faida, Fraktion der Gemeinde von Baselga di Pinè - Fersen – Pergine Valsugana - Fontanatz – Fontanazzo, Fraktion der Gemeinde Mazzin - Föpplan – Foppiano, Fraktion der Gemeinde Vallarsa - Freienthurn – Malé - Frenten – Brentonico - Fuchs – Foxi, Fraktion der Gemeinde Vallarsa G - Gablös – Cavalese - Gallnötsch – Caldonazzo - Garnich – Garniga Terme - Glöss – Cles - Grims – Grigno - Grumeis – Grumes H - Hohenbrück – Mostizzolo, Fraktion der Gemeinde Cis I - Iser – Isera J - Jaufendorf – Ville di Giovo, Fraktion der Gemeinde Giovo K - Kaferlan – Capriana - Kalds – Caldes - Kanalitz – Carnalez, Fraktion der Gemeinde Novella - Kampidel – Campitello di Fassa - Kanetschei oder Kanzenei – Canazei - Kappel – Cappella, Fraktion der Gemeinde Lavarone - Karnau – Cagnò - Kastellalat – Castello Tesino - Kastell-Fleims – Castello-Molina di Fiemme - Kastelpfund – Castelfondo - Kastelwargdorf – Loppio - Kirch – Chiesa, Fraktion der Gemeinde Lavarone - Kitzel – Chizzola, Fraktion der Gemeinde Ala - Klätz – Cloz - Klusell – Chiusole, Fraktion der Gemeinde Pomarolo - Kogel – Cogolo, Fraktion der Gemeinde Peio - Konzeithal – Lenzumo, Fraktion der Gemeinde Ledro - Koreth – Coredo - Korneth – Corné, Fraktion der Gemeinde Brentonico - Kronberg in Jaufen – Verla, Fraktion der Gemeinde Giovo - Kronmetz (auch Deutschmetz) – Mezzocorona L - Lagertaldorf – Villa Lagarina - Laifs – Lavis - Lalsing – Lizzana, Fraktion der Gemeinde Rovereto - Langeber – Anghebeni, Fraktion der Gemeinde Vallarsa - Lasten – Aste, Fraktion der Gemeinde Vallarsa - Lavisbach – Casatta, Fraktion der Gemeinde Valfloriana - Lidermühle – Molina di Ledro - Lietzer – Giazzera, Fraktion der Gemeinde Trambileno - Löder – Pieve di Ledro - Lödersee – Mezzolago - Lodron – Lodrone, Fraktion der Gemeinde Storo - Löweneck – Levico Terme M - Maderein – Madrano, Fraktion der Gemeinde Pergine Valsugana - Mahlhaus – Mala, Fraktion der Gemeinde Sant’Orsola Terme - Maleit – Malé - Malfein – Molveno - Malusch – Malosco - Mantschon – Monzon, Fraktion der Gemeinde San Giovanni di Fassa - Mantzan – Manzano, Fraktion der Gemeinde Mori - Martschein – Marcena, Fraktion der Gemeinde Rumo - Matzin – Mazzin - Mitterberg – Mezzomonte, Fraktion der Gemeinde Folgaria - Moor – Mori - Moscher – Moscheri, Fraktion der Gemeinde Trambileno - Mosein – Mosana, Fraktion der Gemeinde Giovo - Mühlen – Miola, Fraktion der Gemeinde Baselga di Piné - Mühlen im Fleimstal – Molina, Fraktion der Gemeinde Castello-Molina di Fiemme N - Naag – Nago, Fraktion der Gemeinde Nago-Torbole - Nain – Nanno - Neuenhaus – Castelnuovo - Neuspaur – Sporminore - Niederpflaumb – Cugno - Nogareit – Nogaredo - Nombel – Dambel - Nomsein – Nomesino - Nonstal – Val di Non - Norey – Noregno - Norigel – Noriglio - Nüssberg – Val di Non - Nussdorf – Volano O P - Palei – Palù di Giovo - Pardatsch – Predazzo - Pesek – Pesek - Petsch-Hayden – Cortina d’Ampezzo - Pfaid – Faedo - Pflaumb – Flavon - Pfund – Fondo - Pinzol – Pinzolo - Pissqueren – Peschiera Borromeo - Platz – Piazza - Plätzen – Le Piazze - Platzthal – Valdipiazza - Pleif – Calceranica - Pommaröl – Pomarole - Ponom – Ponnone - Pontewis – Pontevico - Porrental – Val di Porro - Potzach – Pozzacchio - Prapoth – Prepotto - Prebenegg – Prebeneg - Pregein – Preghena - Pretschnig – Precenico - Primör – Fiera di Primiero - Püchem – Puechem R - Rabezell – Rabuiese - Ramöl – Romallo - Räu – Rumo - Raut (z) – Ronchi Valsugana - Rautsch – Raossi - Rautthal (z) – Valdironchi - Reif(f) – Riva del Garda - Rislach – Rizzolaga - Roath – Viarago - Rödingen – Rodengo - Rofreit – Rovereto - Rufer – Rover - Ruffreit – Ruffré - Rundscheinberg – Roncegno - Rungg – Ronchi di Moena S - Sankt Bartholomä – San Bartolomeo - Sankt Felix – Nave San Felice - Sankt Florian – San Floriano del Collio - Sankt Johann – Caderzone - Sankt Johann an der Timang – San Giovanni al Timavo - Sankt Kanzian an der Sontig – San Canzian d’Isonzo - Sankt Lorenz – San Lorenzo - Sankt Markus † – Marco - Sankt Martin am Sismunthbach † – San Martino di Castrozza - Sankt Michael – Campodenno - Sankt Moritz – San Maurizio - Sankt Peter – San Pietro al Natisone - Sankt Pollay – San Pelagio - Sankt Römigl – Gropada - Sankt Rameid – San Romedio - Sankt Sebastian – San Sebastiano - Sankt Sebastian im Pein – Penia - Sankt Veit – San Vito di Cadore - Sanzinnen – Sanzeno - Sarchathal – Sarche - Sarnunich – Sarnonico - Schaluby – Salobbi - Schann – Scanna - Schöffbrück – Nave San Rocco - Schutten – Scottini - Segunzan – Segonzano - Senter – Senter - Sfrutz – Sfruz - Sisimunthbach – Cismon - Sliuna – Slivia - Sofer – Sover - Spier – Spera - Spital bei Yfän – Ospedaletto - Stein am Kallian – Casalcastelpietra - Steinig – Stenico - Stermitz – Stermizza - Striegen – Strigno - Sulzberg – Caltron T - Tassul – Tassullo - Telf – Telve - Tennebach – San Lugano - Teser – Tesero - Tesin – Pieve Tesino - Tetsch – Tezze - Thenn – Tenno - Thenn – Denno - Thörgl – Torchio - Thun – Ton - Torsan – Crosano - Tresin – Trezzone - Trient – Trento - Trumbeleis – Trambileno - Tschauf – Tregiovo - Tscheiss – Cis - Tschimun – Cimone - Tunöl – Tonale - Turbl – Torbole - Türtchein – Torcegno U - Überwasser – Soraga - Ultsch – Noce V - Vetzan – Vezzano - Vig in Fassatal – Vigo - Vig in Nonstal – Vigo Anaunia - Vig-Schmieden – Vigo Ferrari - Vielgereuth – Folgaria - Vigen – Vigevano - Vigulsan – Vigalzano - Vilapent – Villapinta - Villes – Villesse - Visoullach – Visogliano - Vollkösten – Costasavina - Vüsche (z) – Fotza W - Wald – Valda - Wanz – Vanza - Warg – Barco - Wart – Guardia - Wasilig-Pineid – Baselga di Pinè - Weichtal – Valmorbia - Welschmetz – Mezzolombardo - Wertze – Versa - Wirt – Virti Y - Yfän – Ivano-Francena Z - Zanon – Ziano - Zaule – Aqulinia - Zell – Sella di Borgo - Zender – Zendri - Zenten – Centa San Niccolò - Zerade – Serrada - Zerei – Serraia - Zeroullach – Ceroglie - Ziflenach – Zivignago - Zimberg – Cimbergo - Zimmers – Cembra - Zis – Sicina - Zivernach – Civezzano - Zoch – Zocchio | Italienisch – Deutsch: A - Aclete – Aichleiten - Agaro – Agher - Agordo – Augarten - Agrone – Agron - Ala – Ahl - Aprica – Abränke - Arco – Hark - Aste – Lasten - Avio – Auer B - Baselga di Pinè – Wasilig-Pineid - Besenello – Bisein - Borghetto – Borgeth am Etsch - Brentonico – Frenten - Brez – Bretz oder Britsch C - Cagnò – Karnau - Caldes – Kalds - Caldonazzo – Gallnötsch - Calnezza – Kalnetzen - Campitello di Fassa – Kampidel - Canazei – Kanetschei oder Kanzenei - Cappella – Kappel (Ortsteil von Lavarone) - Capriana – Kaferlan - Caresana – Katzendorf - Carnalez – Kanalitz (Ortsteil von Brez) - Castelfondo – Kastelpfund - Castello-Molina di Fiemme – Kastell-Fleims - Castello Tesino – Kastellalat - Cavalese – Gablös - Chiesa – Kirch (Ortsteil von Lavarone) - Chiusole – Klusell (Ortsteil von Pomarole) - Chizzola – Kitzel (Ortsteil von Ala) - Cis – Tscheiss - Cles – Glöss - Cloz – Klätz (Ortsteil von Novella) - Cogolo – Kogel (Ortsteil von Peio) - Concei – Konzei (Ortsteil von Ledro) - Coredo – Koreth (Ortsteil von Predaia) - Corné – Korneth (Ortsteil von Brentonico) D - Darè – Ardey F - Faida – Feiden (Ortsteil von Baselga di Pinè) - Folgaria – Vielgereuth - Fontanazzo – Fontanatz (Ortsteil von Mazzin) - Foxi – Fuchs (im Brandtal) G - Garniga Terme – Garnich - Grigno – Grims - Grumes – Grumeis I - Isera – Iser L - Lenzumo – Konzeithal (Ortsteil von Ledro) - Loppio – Kastelwargdorf (Ortsteil von Mori) M - Malé – Maleit oder Freienthurn - Marco – Sankt Markus † - Mazzin – Matzin - Mezzocorona – Kronmetz (bis 1902: Mezzotedesco – Deutschmetz) - Mezzolombardo – Welschmetz † - Molina – Mühlen im Fleimstal (Ortsteil von Castello-Molina di Fiemme) - Mori – Moor - Mori Vecchio – Altmoor - Mostizzolo – Hohenbrück (Ortsteil von Cis) N - Nago – Naag - Nogaredo – Nogareit P - Palù di Giovo – Palei - Pergine Valsugana – Fersen - Pomarole – Pommaröl R - Riva del Garda – Reiff † - Rovereto – Rofreit S - San Bartolomeo – Sankt Bartholomä - Spormaggiore – Altspaur T - Tenna – Atzenach - Torbole – Turbl - Trento – Trient V - Valda – Wald - Vallarsa – Brandtal - Verla – Kronberg in Jaufen (Ortsteil von Giovo) - Ville di Giovo – Jaufendorf (Ortsteil von Giovo) |

### Landschaften
| Deutsch – Italienisch: - Fasstal – Val di Fassa - Fleimstal – Val di Fiemme - Knappelei – Scanuppia - Lagertal – Vallagarina - Sugenertal – Valsugana - Sulzberg – Val di Sole - Welschtirol – Trentino | Italienisch – Deutsch: - Scanuppia – Knappelei - Trentino – Welschtirol - Val di Fassa – Fasstal - Val di Fiemme – Fleimstal - Valsugana – Sugenertal - Val di Sole – Sulzberg - Vallagarina – Lagertal |

### Berge
Deutsch – Italienisch:
- Eichenberg (Kaiserjägerweg) – Monte Rovere
- Kaiser-Franz-Josefs-Spitze – Cima Brenta
- Zwölferkofel – Cima Dodici

### Gewässer
Deutsch – Italienisch:
- Brandau: Brenta
- Laim oder Leim: Leno
- Ultz: Noce

## Walser-Gebiete

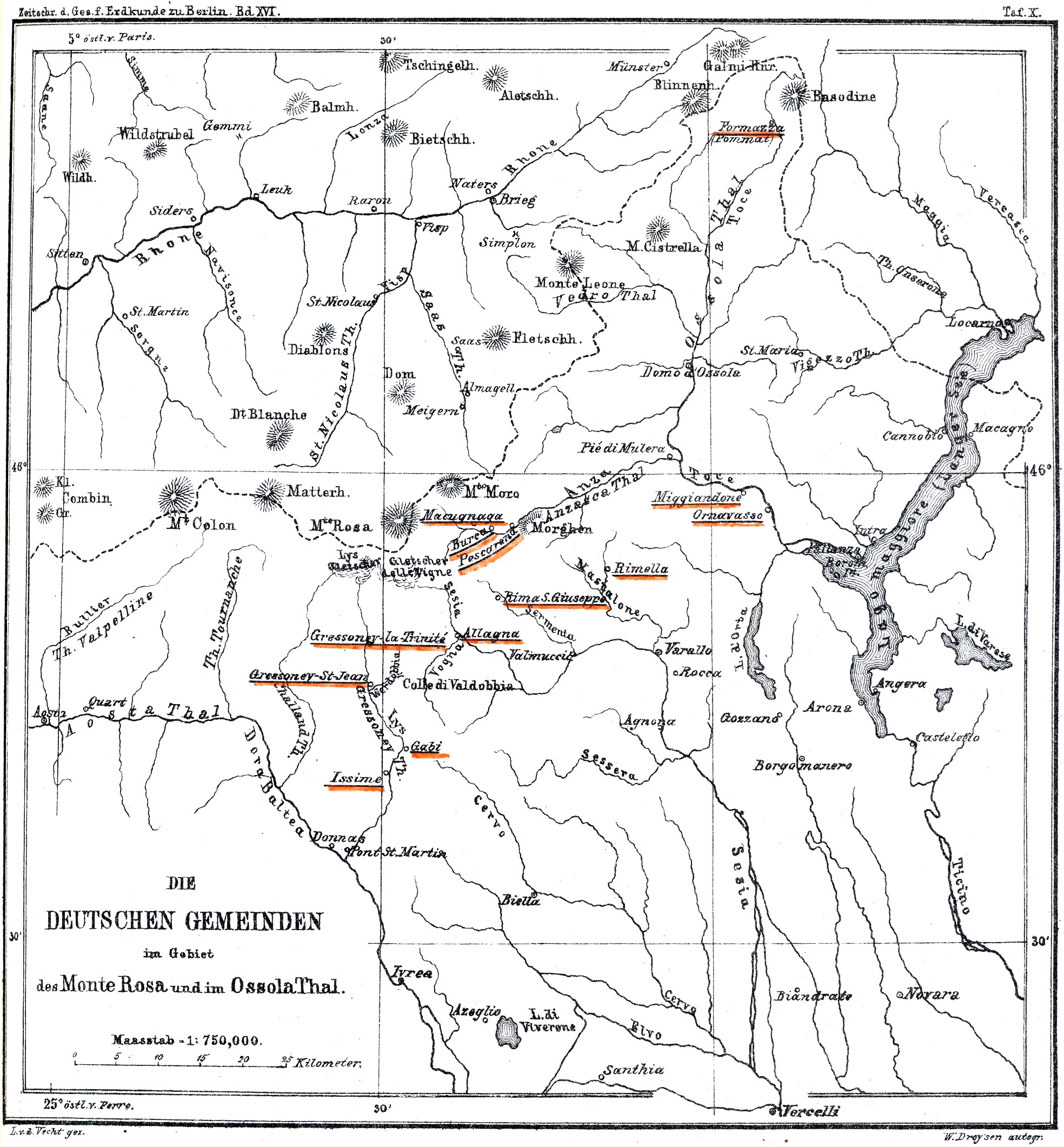
Deutsche Siedlungen in Nordwestitalien (1881)

### Siedlungen
| Deutsch – Italienisch: - Val d’Ayas - Ajatz – Ayas - Val de Gressoney - Eischeme – Issime - Goabe – Gaby - Greschunei – Gressoney - Mittel- und Unterteil – Gressoney-Saint-Jean - Oberteil – Gressoney-La-Trinité - Valle Antigório - Ager – Agàro - Ogschtu – Ausone - Pomatt – Formazza - Salei – Salècchio - Valle Anzasca - Maggana – Macugnaga - Valsesia - Fubell – Fobello - Lann – Alagna - Rimmu – Rima - Riva – Rifu - sonstige: - Hornwasser oder Urnafasch – Ornavasso - Kampel – Campello Monti (Ortsteil von Valstrona) | Italienisch – Deutsch: - Val d’Ayas - Ayas – Ajatz - Val di Gressoney - Gaby – Goabe - Gressoney – Greschunei - Gressoney-La-Trinité – Oberteil - Gressoney-Saint-Jean – Mittel- und Unterteil - Issime – Eischeme - Valle Antigório - Agàro – Ager - Ausone – Ogschtu - Formazza – Pomatt - Salècchio – Salei - Valle Anzasca - Macugnaga – Maggana - Valsesia - Alagna – Lann - Fobello – Fubell - Rima – Rimmu - Riva – Rifu - sonstige: - Campello Monti – Kampel (Ortsteil von Valstrona) - Ornavasso – Hornwasser oder Urnafasch |

### Landschaften
| Deutsch – Italienisch: - Val d’Ayas – Ajatzer Tal | Italienisch – Deutsch: - Ajatzer Tal – Val d’Ayas |

### Berge
| Deutsch – Italienisch: | Italienisch – Deutsch: |

## Zimbrische Sprachinseln, Fersental

### Siedlungen
| Deutsch – Italienisch: - Eichberg – Sant’Orsola Terme - Eichleit – Roveda (Ortsteil von Gereut) - Falisen – Falesina - Feld (zimbrisch Vellje) – Velo Veronese - Florutz – Fierozzo - Genebe – Enego - Gereut – Frassilongo - Gerol – Geroli (Ortsteil von Terragnolo) - Ghel – Gallio - Haslach – Nosellari (Ortsteil von Folgaria) - Jung – Gionghi (Ortsteil von Lavarone) - Kalwein – Badia Calavena - Knappen – Canopi (Ortsteil von Palai im Fersental) - Lafraun – Lavarone - Laim- oder Leimtal – Val Terragnolo - Ljetzan – Giazza - Lusern – Luserna - Mittewald – Mezzaselva (Ortsteil von Robaan) - Palai im Fersental – Palù - Robaan – Roana - Rotz – Rotzo - Schleghe – Asiago - Toballe – Mezzaselva (Ortsteil von Robaan) - Vielgereut – Folgaria - Walzburg – Vignola - Wiesele – Bisele (Ortsteil von Lusern) | Italienisch – Deutsch: - Asiago – Schleghe - Badia Calavena – Kalwein - Bisele – Wiesele (Ortsteil von Lusern) - Canopi – Knappen (Ortsteil von Palai im Fersental) - Enego – Genebe - Falesina – Falisen - Fierozzo – Florutz - Folgaria – Vielgereut - Frassilongo – Gereut - Gallio – Ghel - Geroli – Gerol (Ortsteil von Terragnolo) - Giazza – Ljetzan - Gionghi – Jung (Ortsteil von Lavarone) - Lavarone – Lafraun - Luserna – Lusern - Mezzaselva – Toballe oder Mittewald (Ortsteil von Roana) - Nosellari – Haslach (Ortsteil von Folgaria) - Palù – Palai im Fersental - Roana – Robaan - Rotzo – Rotz - Roveda – Eichleit (Ortsteil von Gereut) - Sant’Orsola Terme – Eichberg - Terragnolo – Leimtal - Velo Veronese – Feld (zimbrisch Vellje) - Vignola – Walzburg |

### Landschaften
| Deutsch – Italienisch: - Fersental – Valfèrsina | Italienisch – Deutsch: - Valfèrsina – Fersental |

### Berge
| Deutsch – Italienisch: - Großleite – Gronlait | Italienisch – Deutsch: - Gronlait – Großleite |

## Kanaltal, Tischelwang, Pladen, Zahre

### Siedlungen
| Deutsch – Italienisch: - Flitschl – Plezzut (Ortsteil von Tarvis) - Goggau – Coccau - Großdorf – Granvilla (Ortsteil von Pladen/Sappada) - Großgereuth – Rutte - Hinterschloss – Poscolle (Ortsteil von Tarvis) - Kleingereuth – Rutte Piccolo (Ortsteil von Tarvis) - Leopoldskirchen, auch Diepholzkirchen – San Leopoldo Laglesie - Lussnitz – Bagni di Lusnizza - Malborghet – Malborghetto - Oberpladen – Cima Sappada - Oberzahre – Sauris di Sopra - Peuschelsdorf – Venzone - Pladen – Sappada - Pontafel – Pontebba - Prunn – Fontana di Sappada - Raibl – Cave del Predil - Saifnitz – Camporosso - Sankt Anton – Sant’Antonio (Ortsteil von Tarvis) - Tarvis – Tarvisio - Tischlwang – Timau - Uggowitz – Ugovizza - Unterzahre – Sauris di Sotto - Weißenfels – Fusine in Valromana - Wolfsbach – Valbruna - Zahre – Sauris | Italienisch – Deutsch: - Bagni di Lusnizza – Lussnitz - Camporosso – Saifnitz - Cave del Predil – Raibl - Cima Sappada – Oberpladen - Coccau – Goggau - Fontana di Sappada – Prunn - Fusine in Valromana – Weißenfels - Granvilla – Großdorf (Ortsteil von Pladen/Sappada) - Rutte – Großgereuth - Malborghetto – Malborghet - Plezzut – Flitschl (Ortsteil von Tarvis) - Pontebba – Pontafel - Poscolle – Hinterschloss (Ortsteil von Tarvis) - Rutte Piccolo – Kleingereuth (Ortsteil von Tarvis) - San Leopoldo Laglesie – Leopoldskirchen, Diepholzkirchen - Sant’Antonio – Sankt Anton (Ortsteil von Tarvis) - Sappada – Pladen - Sauris – Zahre - Tarvisio – Tarvis - Timau – Tischlwang - Ugovizza – Uggowitz - Valbruna – Wolfsbach - Venzone – Peuschelsdorf |

### Landschaften
| Deutsch – Italienisch: - Kanaltal – Valcanale | Italienisch – Deutsch: - Valcanale – Kanaltal |

### Berge
| Deutsch – Italienisch: | Italienisch – Deutsch: |